# Herbert Ricken
Herbert Ricken (* 3. Mai 1924 in Nordhausen; † 6. September 2007 in Berlin) war ein deutscher Architekt, Kulturwissenschaftler und Technikhistoriker.

## Leben und Wirken
Herbert Ricken, Sohn des Architekten Gustav Ricken (1877–1972) und seiner Ehefrau Anna, lernte nach Gymnasium, Krieg und sowjetischer Gefangenschaft Zimmermann und Technischer Zeichner. Danach studierte er von 1949 bis 1953 Architektur an der Hochschule für Baukunst und bildende Künste in Weimar, der heutigen Bauhaus-Universität. Dort wirkte er zunächst als Assistent und später als Oberassistent und verließ 1960 mit einer Dissertation die Hochschule. Danach wurde er Referent im Staatssekretariat für das Hoch- und Fachschulwesen der DDR, das damals von Wilhelm Girnus geleitet wurde. Schon nach einem Jahr stieg Ricken zum Leiter des Sektors Bauwesen und später der Abteilung Montanwissenschaften, Bau- und Verkehrswesen auf. 1965 nahm Ricken eine Stelle als wissenschaftlicher Mitarbeiter am Institut für Städtebau und Architektur der Bauakademie der DDR in Berlin an, habilitierte sich 1972 an der TU Dresden mit dem Thema Der Architekt – Entwicklung eines Berufs, wurde 1974 zum Hochschuldozent für Architekturtheorie an der Hochschule für Bauwesen Leipzig ernannt und vertrat dort ab 1981 als a. o. Professor die Architekturtheorie und Technikgeschichte. Schon 1977 fasste Ricken seine Forschungsergebnisse zur Berufsgeschichte des Architekten in einer Monografie zusammen, die ihm auch jenseits der Grenzen der DDR wissenschaftliche Reputation einbrachte.
In den 1980er Jahren wandte sich Ricken verstärkt der Geschichte des Bauingenieurwesens zu. So wirkte er von 1985 bis 1989 als Spiritus Rector von fünf Kolloquien „Geschichte der Bauingenieurwissenschaften“ an der TH Leipzig.
1989 trat Ricken planmäßig in den Ruhestand und das von ihm geleitete Wissenschaftsgebiet Kulturtheorie/Geschichte der Technikwissenschaften an der TH Leipzig wurde von seinem Schüler Klaus-Dieter Heidrich weitergeführt; dieser verantwortete 1990 das 6. Kolloquium zur Geschichte der Bauingenieurwissenschaften über Johann Wilhelm Schwedler, wo u. a. Frank Werner, Christian Schädlich, Andreas Kahlow, Karl-Eugen Kurrer und Rolf-Herbert Krüger vortrugen. Gleichwohl wurde der an der TH Leipzig von Ricken aufgebaute Arbeitsbereich alsbald abgewickelt.
In der Folge konnte Ricken zahlreiche Publikationsprojekte verwirklichen. So veröffentlichte er in der von 1992 bis 2010 von Doris Greiner-Mai geleiteten Zeitschrift Bautechnik regelmäßig Artikel zur Geschichte der Bautechnik. Dort erinnerte er an Leistungen von Bauingenieuren wie Heinrich Gerber, John Smeaton, Otto Intze, Jean-Rodolphe Perronet, Robert Stephenson, Friedrich August von Pauli, Joseph Paxton, Hubert Engels, James Hobrecht, Karl Imhoff. Seiner Berufsgeschichte des Architekten stellte Ricken 1994 eine Entwicklungsgeschichte des Bauingenieurberufs zur Seite. Vier Jahre später editierte Ricken das umfangreiche Sonderheft der Zeitschrift Bautechnik mit dem Titel Zur Geschichte der Bauingenieurkunst und -wissenschaft, zu dem er mehrere Aufsätze beisteuerte und das auch Beiträge von Konstantinos Chatzis, Dietrich Conrad, Thomas Hänseroth, Max Herzog, Herbert Kupfer, Karl-Eugen Kurrer, Stefan Polónyi, Wolfgang Rug, Otto Steinhardt, Klaus Winter und Wilhelm von Wölfel enthält.

## Werke
- Herbert Ricken: Der Architekt. Geschichte eines Berufs. Berlin: Henschel-Verlag 1977.
- Herbert Ricken: Zur Wechselwirkung von Bautechnologie und architektonischer Gestaltung. In: Architektur der DDR (1977), H. 11.
- Herbert Ricken: Der Architekt. Ein historisches Berufsbild. Stuttgart: Deutsche Verlags-Anstalt 1990.
- Herbert Ricken: Anmerkungen zur Dialektik von Technischem und Ästhetischem in der Architektur. In: Wiss. Z. Hochsch. Archit. Bauwes. – A. – 36 (1990), 1–3, S. 31–34.
- Herbert Ricken: Johann Wilhelm Schwedler. In: VDI Bau. Jahrbuch 1994, hrsgn. von der VDI-Gesellschaft Bautechnik, Düsseldorf: VDI-Verlag, S. 320–367, ISBN 3-18-401378-2.
- Herbert Ricken: Der Bauingenieur: Geschichte eines Berufes. Berlin: Verlag für Bauwesen 1994, ISBN 3-345-00266-3.
- Herbert Ricken (Hrsg.): Zur Geschichte der Bauingenieurkunst und -wissenschaft, Sonderheft Bautechnik, Berlin: Ernst & Sohn 1998.

## Nachweise
1. ↑  Gustav Ricken auf NordhausenWiki. Abgerufen am 3. Januar 2020.
2. ↑   Karl-Eugen Kurrer: Report on the State of Construction History in Austria, Germany and Switzerland. In: Construction History. Research Perspectives in Europe, ed. by Antonio Becchi, Massimo Corradi, Federico Foce and Orietta Pedemonte, pp. 61–112 (hier p. 70). Kim Williams Books, Florence 2004, ISBN 88-88479-11-2
3. ↑  Herbert Ricken: Johann Wilhelm Schwedler. In: VDI Bau. Jahrbuch 1994, hrsgn. von der VDI-Gesellschaft Bautechnik, Düsseldorf: VDI-Verlag, S. 320–367, ISBN 3-18-401378-2.

| Personendaten    | Personendaten                                                    |
| ---------------- | ---------------------------------------------------------------- |
| NAME             | Ricken, Herbert                                                  |
| KURZBESCHREIBUNG | deutscher Architekt, Kulturwissenschaftler und Technikhistoriker |
| GEBURTSDATUM     | 3. Mai 1924                                                      |
| GEBURTSORT       | Nordhausen                                                       |
| STERBEDATUM      | 6. September 2007                                                |
| STERBEORT        | Berlin                                                           |